# Klub Czeskich Turystów

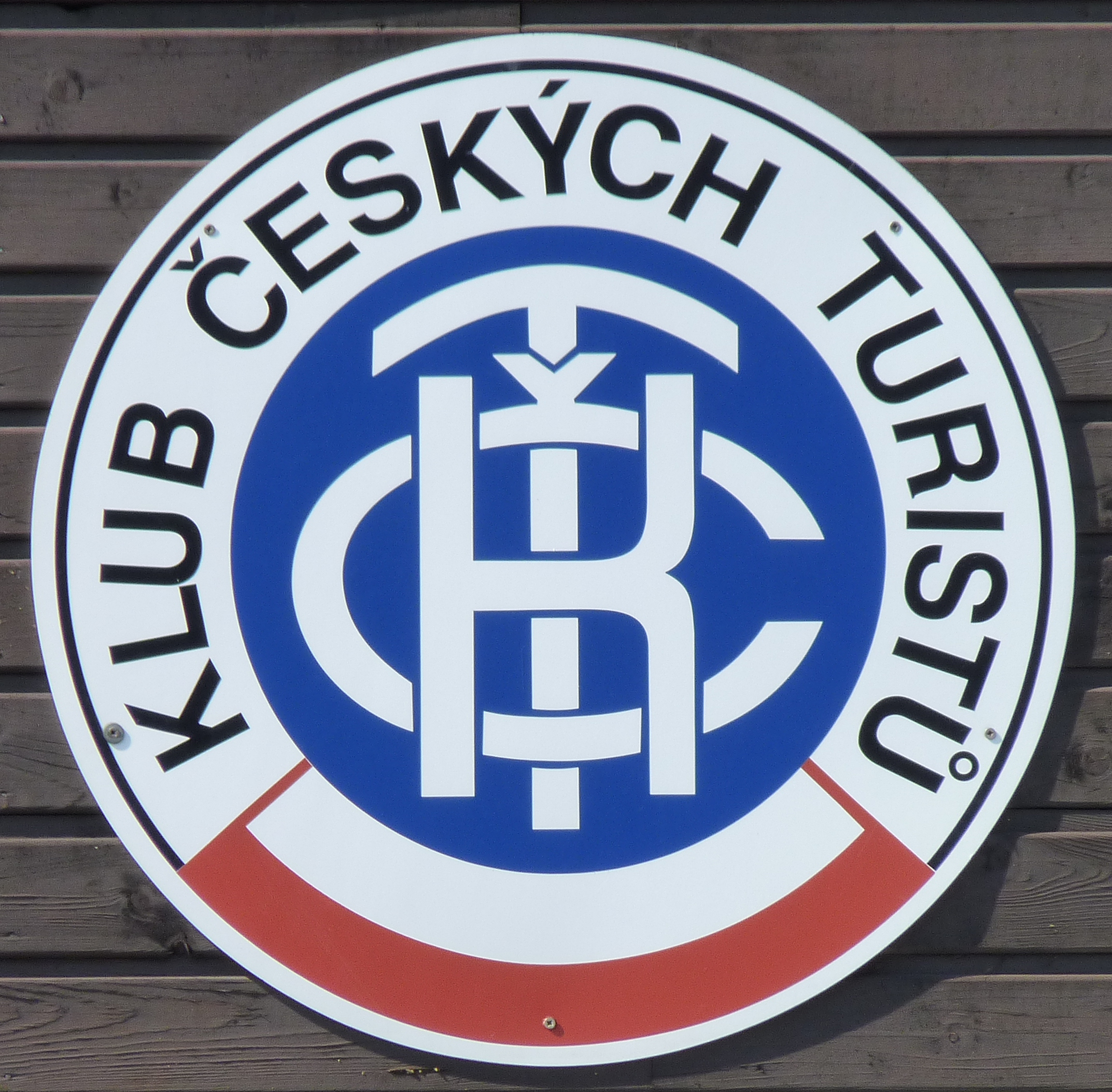
Godło Klubu Czeskich Turystów

Klub Czeskich Turystów (cz. Klub českých turistů, KČT) – organizacja turystyczna działająca w Czechach, utworzona 11 czerwca 1888 r. w Pradze z inicjatywy grupy entuzjastów na czele z dr. Vilémem Kurzem i Vratislavem Pasovským.

## Historia
Do 1919 r. działała na terenie Czech i Moraw, a w latach 1920-1938 – pod nazwą Klub Czechosłowackich Turystów (cz. Klub československých turistů, KČST) – na terenie ówczesnej Czechosłowacji. Po rozpadzie Czechosłowacji w 1939 r. powróciła do nazwy KČT. Ponownie pod nazwą KČST od maja 1947. Po przewrocie komunistycznym KČST został wcielony w maju 1949 r. do organizacji JTO Sokol, a później ČSTV (cz. Československý svaz tělesné výchovy). Po aksamitnej rewolucji Klub powrócił do działalności pod nazwą KČT w roku 1990.
Klub był inicjatorem budowy wielu schronisk turystycznych i wież widokowych oraz znakowania szlaków turystycznych. Od 1899 r. wydaje miesięcznik Turista (pierwszym redaktorem był Vilém Kurz Starszy), początkowo jako Časopis turistů, potem Turistika-Horolezectví, a od 1962 pod obecną nazwą. Wychodzi dziesięć razy w roku, oprócz stycznia i sierpnia. Od roku 1991 Klub wydaje także mapy turystyczne w skali 1:50 000 obejmujące cały obszar Czech (dotąd 98 tytułów).
Klub liczy obecnie ok. 40 tysięcy członków, z czego prawie jedna czwarta to młodzież. Podstawową jednostką organizacyjną jest oddział (cz. odbor), należący do jednego z 14 regionów (cz. oblast) odpowiadających czeskim krajom (cz. kraj).

## Schroniska turystyczne i obiekty noclegowe KČT[1]
- Góry Łużyckie:
  - Chalupa Polesí – Rynoltice,
- Grzbiet Jesztiedzki:
  - Chata Pláně pod Ještědem – Český Dub,
- Czeski Raj:
  - Turistická chata Prachov – Zámostí-Blata,
  - Kemping Jinolice przy Prachowskich Skałach – Jičín,
- Karkonosze:
  - Vosecká bouda – Harrachov,
  - Brádlerovy boudy – Špindlerův Mlýn,
  - Chata Výrovka – Pec pod Sněžkou,
  - Chata Pod Studničnou – Pec pod Sněžkou,
- Podgórze Karkonoskie:
  - Raisova chata na Zvičině – Třebihošť,
- Góry Orlickie:
  - Jiráskova chata – Dobrošov,
  - Masarykova chata – Deštné v Orlických horách,
  - Chata Na Čiháku – Klášterec nad Orlicí,
- Beskid Morawsko-Śląski:
  - Bezručova chata – Lysá Hora,
  - Chata Prašivá – Vyšní Lhoty,
  - Horská chata Ostrý – Košařiska,
  - Horská chata Skalka – Mosty u Jablunkova,
- Masyw Czesko-Morawski:
  - Turistická chata Čeřínek – Batelov,
- Szumawa:
  - Chata Prášily – Sušice.